# 厄林根 (山地-多瑙县)
厄林根是德国巴登-符腾堡州的一个市镇。总面积8.09平方公里，总人口515人，其中男性268人，女性247人（2011年12月31日），人口密度64人/平方公里。